# مها علي
مها عبد الرحيم صابر علي (17 مايو 1973 في عمان) مهندسة وسياسية أردنية شغلت منصب وزير الصناعة والتجارة والتموين مرتين؛ الأولى في حكومة عبد الله النسور الثانية من 2 مارس 2015 إلى 29 مايو 2016 والثانية في حكومة بشر الخصاونة من 12 تشرين الأول 2020 إلى 11 تشرين الأول 2012 
حاصلة على بكالوريوس في الهندسة الصناعية من الجامعة الأردنية وماجستير في إدارة الأعمال من الجامعة الألمانية الأردنية.

## بداية حياتها والعائلة
ولدت مها العلي في عمان عام 1973. وهي من عشيرة الحمادنة التي تنحدر اصولها من قبيلة شمر. والدها عميد متقاعد في القوات المسلحة الاردنية.

## المؤهلات العلمية
- ماجستير في إدارة الأعمال، الجامعة الاردنية الألمانية.
- دبلوم في السياسات التجارية، منظمة التجارة العالمية (WTO) ، سويسرا .
- بكالوريوس في الهندسة الصناعية، الجامعة الأردنية .
- برنامج في القيادة /جامعة جورج تاون /الولايات المتحدة الأمريكية.

## الخبرات العملية
- أستاذ ممارس في جامعة الحسين التقنية (2019-2020)[4]
- نائب رئيس مجلس إدارة  الصندوق الأردني للريادة (2017-2020)
- أستاذ ممارس في الجامعة الألمانية الأردنية (2016-2017)
- وزير الصناعة والتجارة والتموين (2015-2016)
- رئيس مجلس إدارة مؤسسة المواصفات والمقاييس
- رئيس مجلس إدارة المؤسسة الأردنية لتطوير المشاريع
- رئيس مجلس إدارة المؤسسة الاستهلاكية المدنية
- رئيس الهيئة العليا لتنظيم مهنة المحاسبة القانونية
- أمين عام وزارة الصناعة والتجارة لغاية تسلمها الحقيبة الوزارية (2010-2015)
- مساعد الامين العام للشؤون الفنية/ وزارة الصناعة والتجارة
- مديرة مديرية السياسات والعلاقات التجارية الخارجية/ وزارة الصناعة والتجارة (2003-2010)
- مساعد المستشار الاقتصادي، البعثة الأردنية الدائمة لدى الأمم المتحدة .
- باحثة في وحدة منظمة التجارة العالمية
- رئيس الوفد الأردني لمراجعة انضمام الأردن إلى لجنة الاستثمار في منظمة التعاون الاقتصادي والتنمية (OECD) والمبادئ التوجيهية للمؤسسات المتعددة الجنسيات في إطار المنظمة .
- عضو فريق التفاوض على انضمام الأردن إلى منظمة التجارة العالمية WTO.
- رئيس فريق المفاوضات الفنية المرتبطة باتفاقيات التجارة الحرة بين الأردن والولايات المتحدة، سنغافورة، كندا، وتركيا.[5]

## الأوسمة
- وسام الاستقلال من الدرجة الثالثة من الملك عبد الله الثاني تقديراً للكفاءة في الخدمة المدنية (2008). [6]
- وسام الاستقلال من الدرجة الخامسة من الملك عبد الله الثاني تقديراً لجهود الوفد المفاوض على اتفاقية التجارة الحرة مع الولايات المتحدة الأمريكية (2000).
- ميدالية حاكم كندا السيد ديفيد جونستون تقديراً للجهود المبذولة في تعزيز العلاقات بين الأردن وكندا.